# (17195) Jimrichardson
(17195) Jimrichardson (1999 XQ234) – planetoida z pasa głównego asteroid okrążająca Słońce w ciągu 5,76 lat w średniej odległości 3,21 j.a. Odkryta 3 grudnia 1999 roku.